# Leptecophylla brevistyla
Leptecophylla brevistyla är en ljungväxtart som först beskrevs av John William Moore och som fick sitt nu gällande namn av Carolyn M. Weiller.
Leptecophylla brevistyla ingår i släktet Leptecophylla och familjen ljungväxter. Inga underarter finns listade i Catalogue of Life.